# Любимов, Николай Николаевич
Николай Николаевич Люби́мов (1894—1975) — советский экономист, профессор МГИМО. Лауреат Сталинской премии (1952), заслуженный деятель науки РСФСР (1965), Герой Социалистического Труда (1974).

## Биография
Родился 25 ноября (7 декабря) 1894 года в Калуге в семье священника. Окончил с золотой медалью Калужскую гимназию (1914) и юридический факультет Московского университета (1917).
С 1918 на преподавательской работе в вузах. В 1919—1921 годах преподавал в МФЭИ, вёл курс «Финансово-экономические вопросы международных договоров». Одновременно работал в наркомате финансов СССР (1917—1939, с 1930 года — заместитель начальника Валютного управления), в наркомате внешней торговли (1939—1941).
Участвовал в подготовке и проведении международных конференций в Генуе (1921—1922), Лондоне (1924), Париже (1925—1927), Женеве (1927, 1929).
С 1939 года — профессор Московского кредитно-экономического института. Доктор экономических наук (1944). С 1944 года преподавал в МГИМО, был заведующим кафедрой.
Внештатный консультант группы денежного обращения НКФ СССР в период подготовки и проведения денежной реформы 1947 года.
Основная тема научных работ — международные экономические отношения, финансы, кредит, внешняя торговля СССР и зарубежных стран.
Перевёл на русский язык книгу Дж. Кейнса «Общая теория занятости, процента и денег».
Член Международного института государственных финансов (Брюссель, с 1962), почётный член Королевского общества политической экономии Бельгии (с 1968).
Указом Президиума Верховного Совета СССР от 8 декабря 1974 года за большие заслуги в развитии советской экономической науки, подготовке кадров специалистов-международников и в связи с восьмидесятилетием со дня рождения заведующему кафедрой Московского государственного института международных отношений доктору экономических наук профессору Николаю Николаевичу Любимову присвоено звание Героя Социалистического Труда с вручением ему ордена Ленина и золотой медали «Серп и Молот».
Умер 8 апреля 1975 года. Похоронен на Введенском кладбище (уч. 23).

## Награды и премии
- заслуженный деятель науки РСФСР (1965)
- Сталинская премия третьей степени (1952) — за научно-популярный труд «Международный капиталистический кредит — орудие империалистической агрессии» (1951)
- Герой Социалистического Труда (1974) — за многолетнюю научно-педагогическую деятельность и в связи с 80-летием.
- орден Ленина
- орден Октябрьской Революции
- два ордена «Знак Почета»
- медали.

## Публикации
- План Дауэса / Н. Н. Любимов. — М.: НКФ, Финансовое изд-во, 1922. — 267 с.
- Баланс взаимных требований Союза ССР и держав согласия / Н. Н. Любимов. — М.: Экономическая жизнь, 1924. — 111 с.
- Мировая война и её влияние на государственное хозяйство Запада: Критич. изложение работы Кеинса «Экономические последствия мира» / Н. Н. Любимов. — М.: Гос. изд-во, 1921. — 132 с.
- Финансы фашистских государств / Н. Н. Любимов, НИФИ НКФ СССР. — М.: Госфиниздат, 1938.
- Международный государственный кредит (1919—1943): Экономические и правовые проблемы / Н. Н. Любимов. — М.: Госфиниздат, 1944. — 96 с.
- В. Т. Кротков. Очерки по денежному обращению и кредиту иностранных государств / Под ред. д-ра экон. наук проф. Н. Н. Любимова. — М.: Госфиниздат, 1947. — 416 с.
- Генуэзская конференция (воспоминания участников) /Н. Н. Любимов, А. Н. Эрлих. — М.: Издательство Института международных отношений, 1963. — 156 с.
- Финансы капиталистических государств: Допущено в качестве учеб. пособия для финансово-экон. вузов и факультетов / Н. Н. Любимов. — М.: Госфиниздат, 1956. — 206 с.
- Финансовые системы иностранных государств: Для финансово-экономических институтов / Н. Н. Любимов. — М.: Госфиниздат, 1947. — 244 с.
- Финансы СССР. / Д. А. Аллахвердян, Н. Н. Любимов. — М.: Госфиниздат, 1958. — 391 с.